# Jørgen Bender
 (mai 2025).
Si vous disposez d'ouvrages ou d'articles de référence ou si vous connaissez des sites web de qualité traitant du thème abordé ici, merci de compléter l'article en donnant les références utiles à sa vérifiabilité et en les liant à la section « Notes et références ».
Jørgen Bender (né le 9 mai 1938 à Copenhague, au Danemark, et mort à Copenhague, le 10 septembre 1999) est un couturier danois. Disciple d'Holger Blom, il est célèbre pour les costumes qu'il a réalisés pour le cinéma, mais aussi pour ses créations destinées aux familles royales de Danemark, de Suède et de Norvège.